# ブロックリー
ブロックリー (英: Blockley) は、イングランドのグロスターシャーにあるヴィレッジ、行政教区。1931年まではウスターシャーの飛び地であった。
ニー川(Knee Brook)の主流であるブロックリー川沿いに位置する。ニー川は行政教区の北東部の境界線であり、ストー川(River Stour)の主流でもある。

## 出身人物
- セシル・サンドフォード - オートバイレーサー